# 光学フィルター

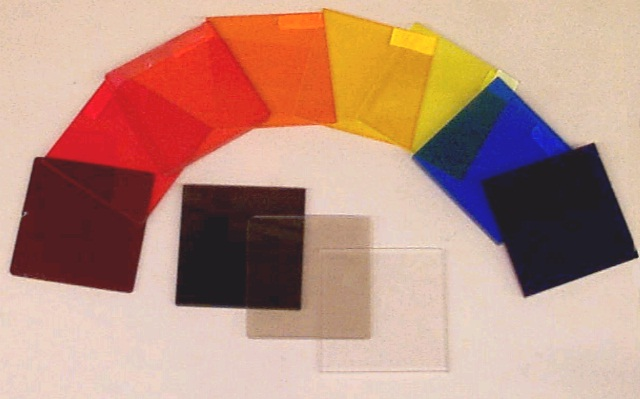
NDフィルターと様々なカラーフィルター

光学フィルター（こうがくフィルター）は、入射光のうち所定の性質を持つ光（例えば、特定の波長範囲の光）だけを透過し、それ以外の光を透過しない光学素子である。写真撮影、多くの光学器具、照明などで広く使われている。カラーフィルタなどが代表例。
光学フィルターのうち、透過しない光を反射することにより光を二方向に分けることを目的とする素子は、ビームスプリッターと呼ばれることも多い。また、写真レンズなどに使うレンズフィルターのほとんどは、光学フィルターである。

## 透過しない光の行き先による分類
吸収型と反射型とに大別される。反射型は、前述の通りビームスプリッターであるとも言えるし、性質によってはミラーの一種と見なすこともできる。
実際に使用する場合、反射型では、反射した光が意図しない効果を引き起こすことがないように注意しなければならない。吸収型では、とくに強い光を当てるときには、急激な温度上昇などによる損傷や光学特性の劣化に注意しなければならない。

## 形状による分類
キューブ型と平面型とに大別される。キューブ型は、二つの直角プリズムを貼り合わせて立方体形状にしたもので、接合面で光を分離する。通常は反射型である。平面型は、丸や四角の平面であり、反射型と吸収型の両方がある。

## 選択する光の性質による分類
偏光フィルターは、ある特定の偏光成分だけを取り出すものである。
波長によって光を選ぶものには、ロングパスフィルタ（ある波長よりも長い波長の光だけを透過する）、ショートパスフィルタ（ある波長より短い波長の光だけを透過する）、バンドパスフィルタ（特定範囲の波長だけを透過する）などがある。コールドミラーは、可視光を反射し赤外光を透過するショートパスフィルターの一種である。また、ダイクロイックミラーは、反射型の光学フィルターの一種であり、波長によって光を分けるという特性に注目したものである。
波長によらずに一定の割合で光を弱めることを目的としたフィルターとしてNDフィルターがある。NDは Neutral Density の頭文字で、波長依存性が少ないことを強調した呼び名である。

## 原理による分類
光学フィルターは、基板となる材料（一般的にはガラス）そのものに光を吸収する物質を混ぜるか、基板の表面に光学薄膜を成膜するかによって作製される場合がほとんどである。
光の吸収に波長選択性のあるもの（例えばCdSなどの半導体微粒子）をガラス中に分散させ、その吸収によって透過する光を選択するものは、色ガラスフィルターと呼ばれることが多い。ロングパスフィルターが多く、少しずつ波長の異なるものがシリーズ化され市販されている。
波長選択性のない光吸収物質をガラス中に分散させたものは、吸収型のNDフィルターとなる。(ただし、厳密に言うと多少の波長依存性はある)
基板の表面に成膜される光学薄膜は、金属薄膜と誘電体薄膜に大別される。
金属薄膜は、波長依存性が少ないため、反射型のNDフィルターあるいはビームスプリッターとして使われる。反射率は膜厚によって任意に制御することができる。
誘電体薄膜は、空気と誘電体、誘電体と基板、および異なる誘電体どうしの界面で生じる反射が干渉することにより光の透過特性が変わることを利用している。干渉フィルターと呼ばれることもある（「干渉フィルター」は、狭義には透過する光の波長範囲が狭い（数十から数ナノメートル以下）バンドパスフィルターを指すこともある）。
誘電体薄膜は、多くの場合一層ではなく複数層の膜（誘電体多層膜）であり、設計によってさまざまな性質を持つフィルターを作り出すことができる。例えばロングパスフィルターを作った場合には、その波長選択性は色ガラスフィルターよりも高い(すなわち、透過率が高い（例えば90%）波長と低い（例えば10%）波長の差が、誘電体薄膜の方が小さい)。しかし、その光学特性に入射角依存性が著しいなどの弱点もある。
この他、特定方向の偏光成分だけを取り出す素子には、母体材料そのものの性質(複屈折)によって光を分けるものもある。そのようなものは、フィルターというよりも単に「偏光プリズム」と呼ばれることが多い。

## 波長による分類
フィルターが使われる波長領域によって、可視フィルター、赤外フィルター、紫外フィルターなどに分類されることもある。